# Into the Groove(y)
«Starpower» es un sencillo y canción del proyecto musical Ciccone Youth de los integrantes de Sonic Youth, publicado en 1986 por el sello Blast First. Pertenece al álbum The White Album, lanzado dos años después.

## Lista de canciones
| Into the Groove(y) |                             |          |  |
| N.º                | Título                      | Duración |  |
| 1.                 | «Burnin' Up» (Lado A)       | 4:11     |  |
| 2.                 | «Tuff Titty Rap» (Lado B)   | 0:37     |  |
| 3.                 | «Into The Groovey» (Lado B) | 4:33     |  |
| 9:21               |                             |          |  |